# Mermessus dopainus
Mermessus dopainus är en spindelart som först beskrevs av Chamberlin och Ivie 1936.  Mermessus dopainus ingår i släktet Mermessus och familjen täckvävarspindlar. Inga underarter finns listade i Catalogue of Life.